# Vispoort (Lublin)

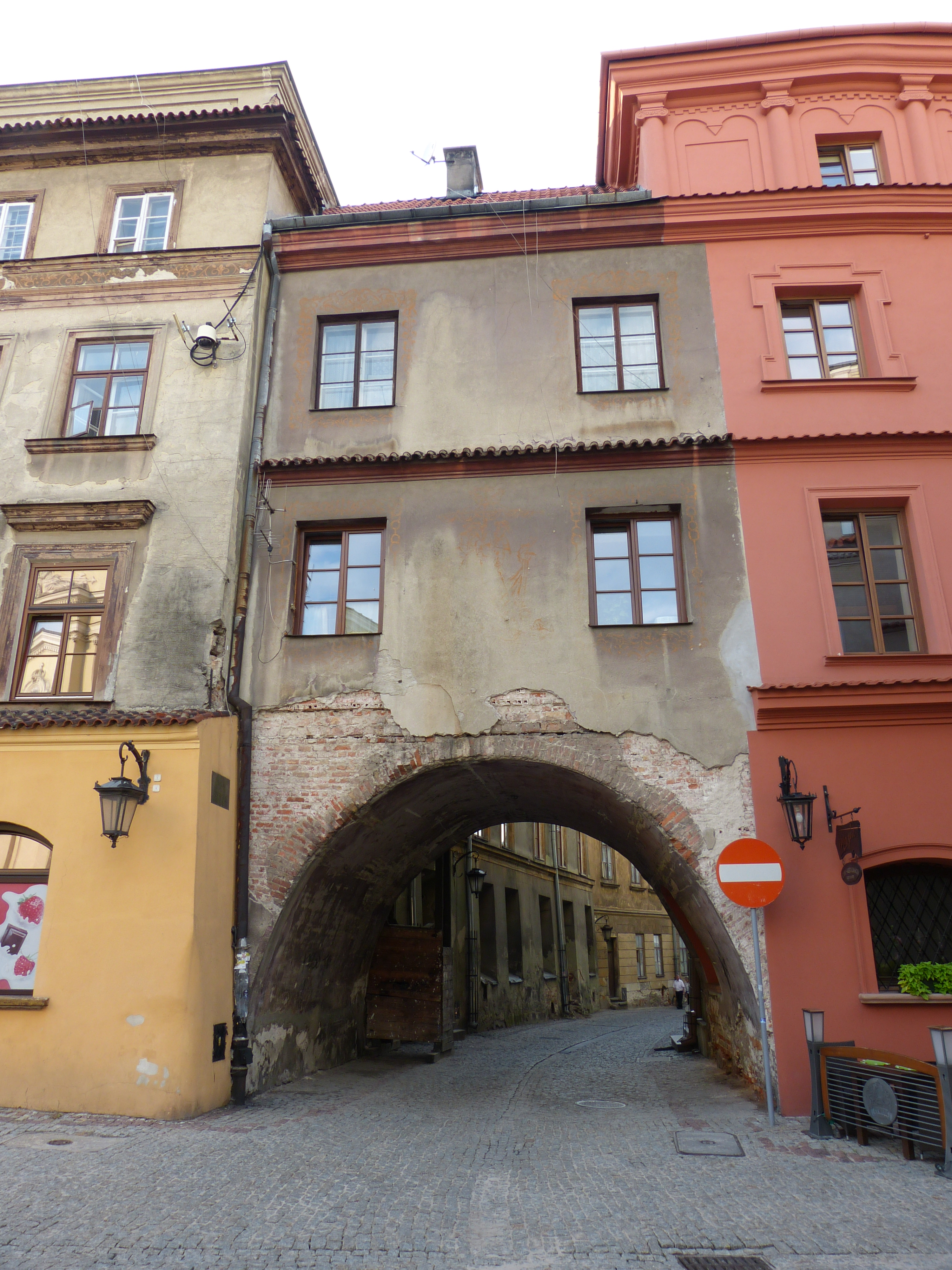
De Vis- of Marktpoort in Lublin

De Vispoort (Pools: Brama Rybna) of Marktpoort is een stadspoort in de Poolse stad Lublin. De poort is een van de drie behouden stadspoorten van de stad. De andere twee zijn de Jodenpoort en de Krakauer Poort. De Vispoort is een poort die gebouwd werd in de 15e of in de 16e eeuw en in 1954 werd gereconstrueerd.

## Geschiedenis
Vermoedelijk werd de Vispoort gebouwd in de 15e eeuw, al stammen de bronnen die op het bestaan van de poort wijzen pas uit 1562. De poort met brede arcaden vormt het einde van Visstraat (Ul.Rybna), waar deze straat over gaat op de Markt (Rynek). De Visstraat loopt tussen de Markt en de vismarkt. In 1596 had de poort twee verdiepingen en een rijk versierd dak. Deze poort werd afgebroken in 1862 en gereconstrueerd in 1954, waarbij op de eerste en tweede verdieping etagewoningen werden gebouwd.